# Seele Gruppe
Die seele Gruppe (vollständig seele group GmbH) ist eine international tätige Unternehmensgruppe, die auf die Umsetzung von Fassaden- und Dachkonstruktionen sowie Gebäudehüllen aus Glas, Stahl, Aluminium, Membranen und anderen Hightech-Materialien spezialisiert ist. Die Unternehmensgruppe ist weltweit aktiv. Zum Konzern gehören Produktionsstätten in Deutschland, Tschechien und Italien. Die seele Gruppe beschäftigt rund 1.000 Mitarbeiter (Stand: August 2021). Hauptsitz der Unternehmensgruppe ist Gersthofen bei Augsburg.

## Geschichte
Das Unternehmen wurde am 23. Januar 1984 von Glasermeister Gerhard Seele und Stahlbau-Konstrukteur Siegfried Goßner in Gersthofen gegründet. Auf kleinere regionale Aufträge folgten rasch Großprojekte in ganz Deutschland. Gleichzeitig entwickelten die beiden Unternehmensgründer spezielle Stahl-Glas-Fassadensysteme und meldeten diese zum Patent an. Bis 1993 konnte so der Umsatz und die Mitarbeiterzahl verzehnfacht werden.
Im Jahre 1994 expandierte das Unternehmen weiter durch die Eröffnung von Niederlassungen in Österreich, Frankreich, Großbritannien und Hongkong. Zwei Jahre später, 1996, nahm die Produktionsstätte im tschechischen Pilsen den Betrieb auf und in Singapur wurde ein Büro gegründet. Nach der Jahrtausendwende kamen eine Niederlassung in den Vereinigten Staaten und in Dubai zum Unternehmen. Die Fertigung besonders großer und hochwertiger Gläser begann 2007. Wenig später übernahm das Unternehmen den insolventen Membranbauer covertex GmbH aus Obing. 2008 wurde am Stammsitz in Gersthofen auch die Produktion von Aluminium-Elementfassaden aufgenommen.

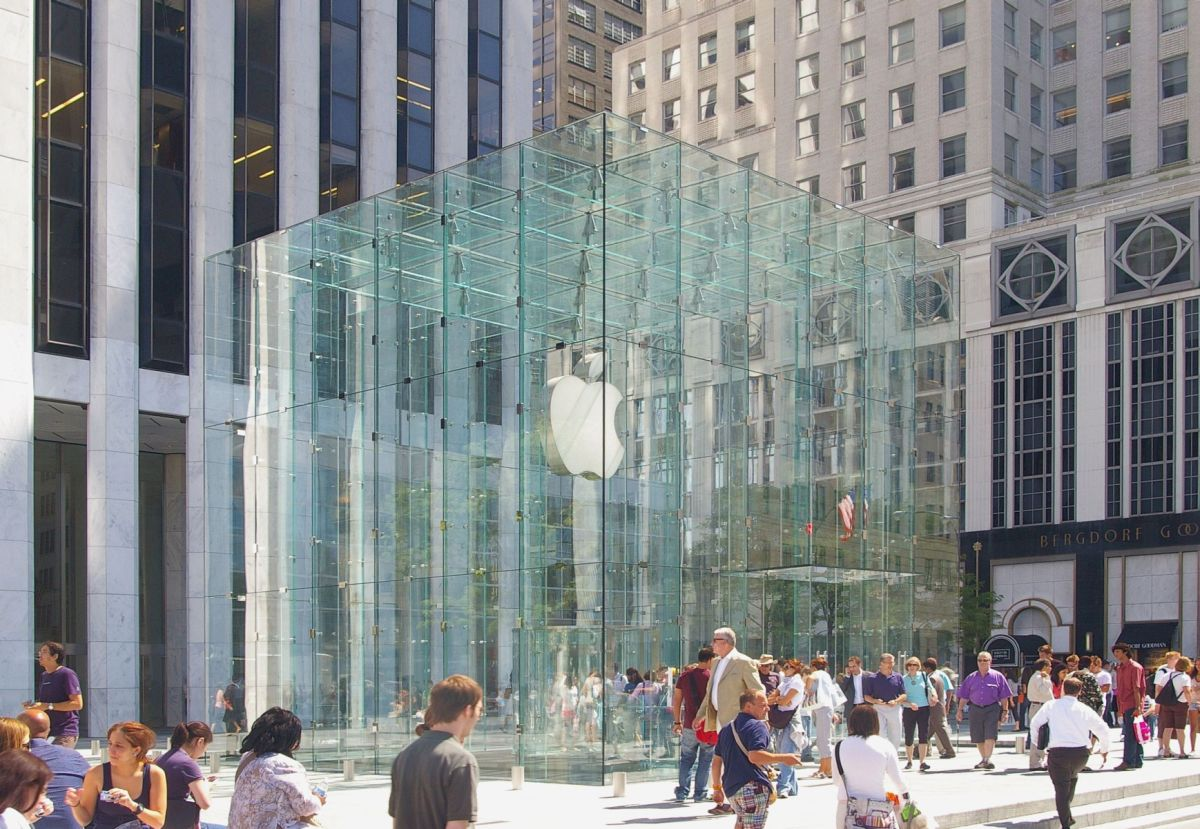
Apple-Kubus auf der 5th Avenue, New York

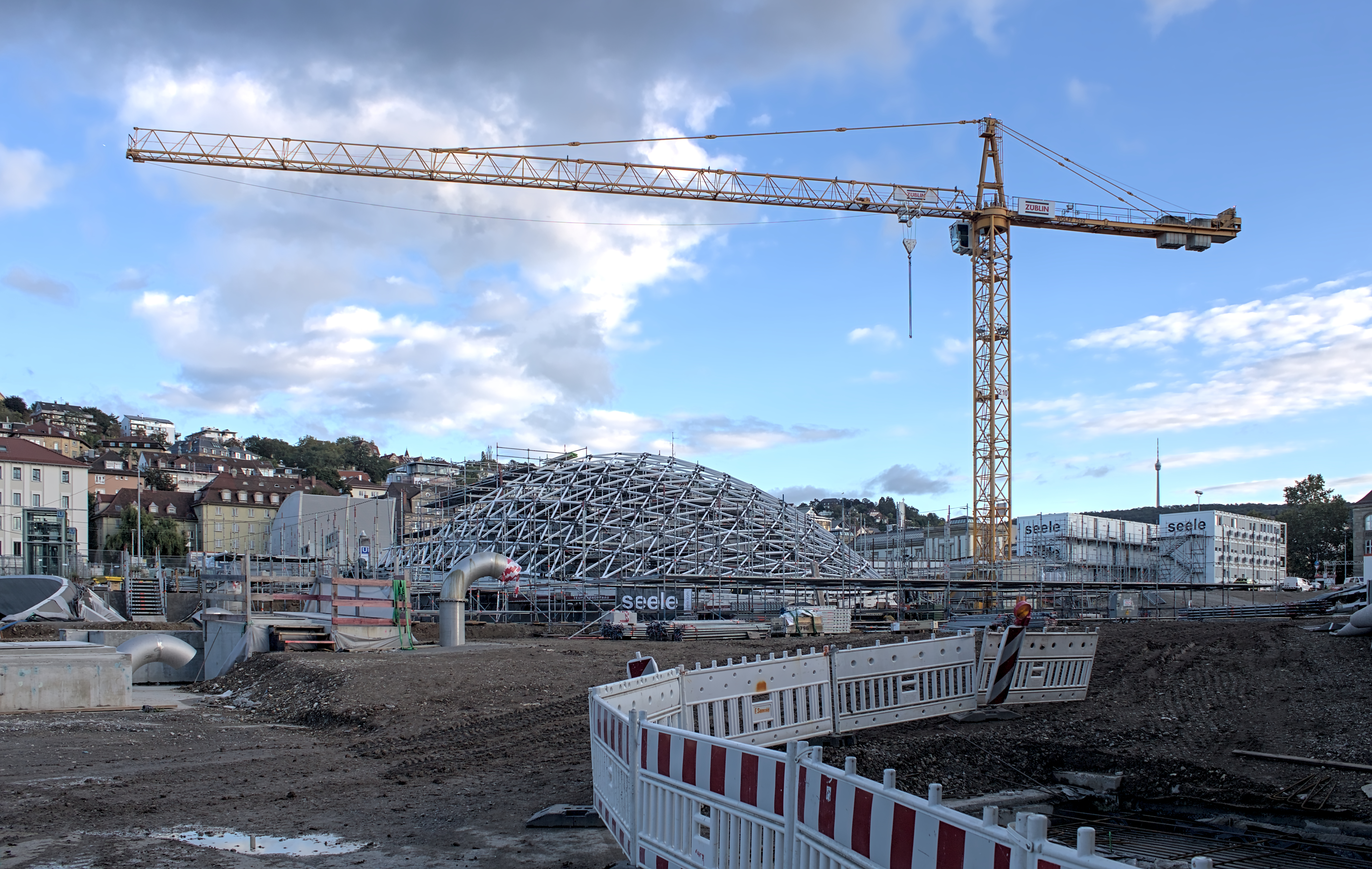
Bau eines Lichtauges für Stuttgart 21

Erwähnenswerte Projekte der seele Gruppe sind unter anderen:
- Bahnhof King’s Cross in London
- Bahnhof Straßburg
- Europäische Zentralbank in Frankfurt
- Gläserner Apple-Kubus auf der 5th Avenue in New York,
- Nationalstadion Peking
- Glasröhren-Fassade des K11 Musea Hongkong[4][5]
- Apple Park als neues Apple-Hauptquartier in Cupertino.[6][7][8]
- Lichtaugen für den neuen Bahnhof Stuttgart 21[9]
- Chadstone Shopping Centre, Melbourne, Australien[10]
- Capricorn-Brücke[11][12]

- The Henderson, Hongkong, China[13]

## Geschäftsbereiche
Die Geschäftsbereiche der seele Gruppe umfassen die Beratung, Bauleitung, Projektmanagement, Engineering, Fertigung, Logistik und Montage von Fassaden- und Dachkonstruktionen sowie Gebäudehüllen.
- Stahl-Glas-Konstruktionen (u. a. Seilfassaden, Schalentragwerke)
- Ganzglas-Konstruktionen
- Elementfassaden
- Fassaden mit Hightech-Materialien
- Bauelemente für Fassaden

Eine Besonderheit ist dabei die Verwendung von großformatigen Glaselementen. In einer eigenen Forschungs- und Entwicklungsabteilung werden neue Konstruktionsweisen, Verfahrenstechniken und Materialien für den Einsatz in Bauprojekte in aller Welt entwickelt und getestet.
Das Unternehmen wurde 2020 als erstes Unternehmen im Bereich Glasfassaden und Glasdachkonstruktionen mit der höchsten Sicherheitsstufe (S1) nach DIN 2304-1 „Klebtechnik – Qualitätsanforderungen an Klebprozesse“ zertifiziert.

## Unternehmensbereiche
Zum seele Konzern gehören folgende Unternehmen (Stand: August 2021):
- seele GmbH, Gersthofen, Deutschland
- se-austria GmbH & Co. KG, Schörfling, Österreich
- se cover GmbH, Obing, Deutschland
- seele pilsen s.r.o., Pilsen, Tschechien
- seele (UK) Ltd., London, Großbritannien
- seele france SAS, Straßburg, Frankreich
- se commerce GmbH, Deutschland, Deutschland
- seele, Inc., New York, USA
- seele canada Inc., Toronto, Kanada
- seele hongkong Ltd., Hongkong
- seele (S) PTE Ltd., Singapur
- se-project services Ltd., Bangkok, Thailand
- seele middle east FZE, Dubai, AE
- seele rus OOO, Moskau, Russland

## Forschungsprojekt DigitalTWIN
seele war Projektpartner des Forschungskonsortiums DigitalTWIN (Akronym für Digital Tools and Workflow Integration for Building Lifecycles). Das Projekt wurde im Rahmen des Smart Service Welt II – Förderprogramms durch das Bundesministerium für Wirtschaft und Energie (BMWi) gefördert. Forschungsinhalte war die Weiterentwicklung digitaler Werkzeuge und Techniken, um Dienste, Prozesse und Abläufe entlang der Wertschöpfungskette des Bauwesens zu vernetzen und zu automatisieren.
Weitere Forschungspartner:
- Fraunhofer-Gesellschaft zur Förderung der angewandten Forschung e.V.
- Werner Sobek Stuttgart AG
- planen-bauen 4.0 Gesellschaft zur Digitalisierung des Planens, Bauens und Betreibens mbH
- Telegärtner Karl Gärtner GmbH
- Carl Zeiss 3D Automation GmbH